# 納塔爾左鮃
納塔爾左鮃為輻鰭魚綱鰈形目鰈亞目鮃科的其中一種，為深海魚類，分布於西印度洋南非納塔爾海域，棲息深度330-420公尺，體長可達14公分，棲息在底層水域，以底棲生物為食，生活習性不明。